# Jaroslav Pavlán
Jaroslav Pavlán (23. září 1905 Přívoz – 10. února 1985 Ostrava) byl český a československý politik Československé sociální demokracie a poslanec Prozatímního Národního shromáždění a Ústavodárného Národního shromáždění. Po roce 1948 pronásledován a vězněn.

## Biografie
Po roce 1945 patřil mezi hlavní postavy sociální demokracie na Ostravsku. Působil jako náměstek primátora města Ostravy a byl předsedou krajského výboru Československé sociální demokracie v Ostravě.
V letech 1945-1946 byl poslancem Prozatímního Národního shromáždění za sociální demokraty. Po parlamentních volbách v roce 1946 se stal poslancem Ústavodárného Národního shromáždění, opět za sociální demokraty. V parlamentu setrval formálně do voleb do Národního shromáždění roku 1948.
Po únorovém převratu v roce 1948 byl politicky pronásledován komunistickým režimem. V 50. letech byl vězněn ve věznici Leopoldov.